# 馬什菲爾德 (麻薩諸塞州)
馬什菲爾德（英語：Marshfield）是一個位於美國麻薩諸塞州普利茅斯縣的鎮。

## 人口
根據2020年美國人口普查的數據，馬什菲爾德的面積為82.20平方千米，當中陸地面積為73.70平方千米，而水域面積為8.50平方千米。當地共有人口25825人，而人口密度為每平方千米314人。